# 칼룰루 (음식)
칼룰루(포르투갈어: calulu)는 상투메 프린시페와 앙골라 등 포르투갈어권 아프리카 지역의 전통 요리이다. 잎채소와 오크라가 들어간 스튜로, 생선을 사용해 만드는 경우가 많지만, 닭고기 등을 넣어 끓이기도 한다. 상투메프린시페의 국민 음식 가운데 하나로 여겨진다.

## 이름
포르투갈어 "칼룰루(calulu)"의 어원은 움분두어 "칼룰루(kalulu)"이다. 브라질 포르투갈어의 "카루루(caruru)"가 아프리카 언어 "칼룰루"를 차용한 동원어라고 보는 견해도 있다.

## 만들기

### 상투메 프린시페
"무수아(mússua)"라 불리는 무궁화속 식물(H. acetosella 등)이나 콜라드를 여러 가지 허브, 오크라, 토마토, 가지, 아프리카가지, 붉은 팜유 등과 끓여 만든다. 빵열매 등으로 더 걸쭉하게 하기도 하며, 단백질 재료로는 생선, 닭고기 등를 사용한다. 붉은 팜유에 양파 등 향신채를 볶다가 다른 재료를 넣고 끓여 내며, "오사므(ossame)"라 불리는 멜레게타 열매와 "파우피멘타(pau-pimenta)"라 불리는 기니후추 나무껍질, 말라게타고추 등 전통 향신료가 흔히 첨가된다.

### 앙골라
"짐보아(gimboa)"라 불리는 비름속 식물(줄맨드라미, 청비름 등)이나 시금치, 또는 고구마 잎을 오크라, 토마토, 양파, 붉은 팜유 등과 끓여 만든다. 그 외에 가지 등 부재료를 등을 넣기도 하며, 단백질 재료로는 생선, 마른 생선(염건어, 주로 염대구), 또는 마른 고기를 사용한다. 붉은 팜유에 마늘을 볶다가 다른 재료를 넣고 끓여 낸다. 흔히 푼즈와 페이장 콩 올레오 드 팔마를 곁들여 먹는다.

## 사진

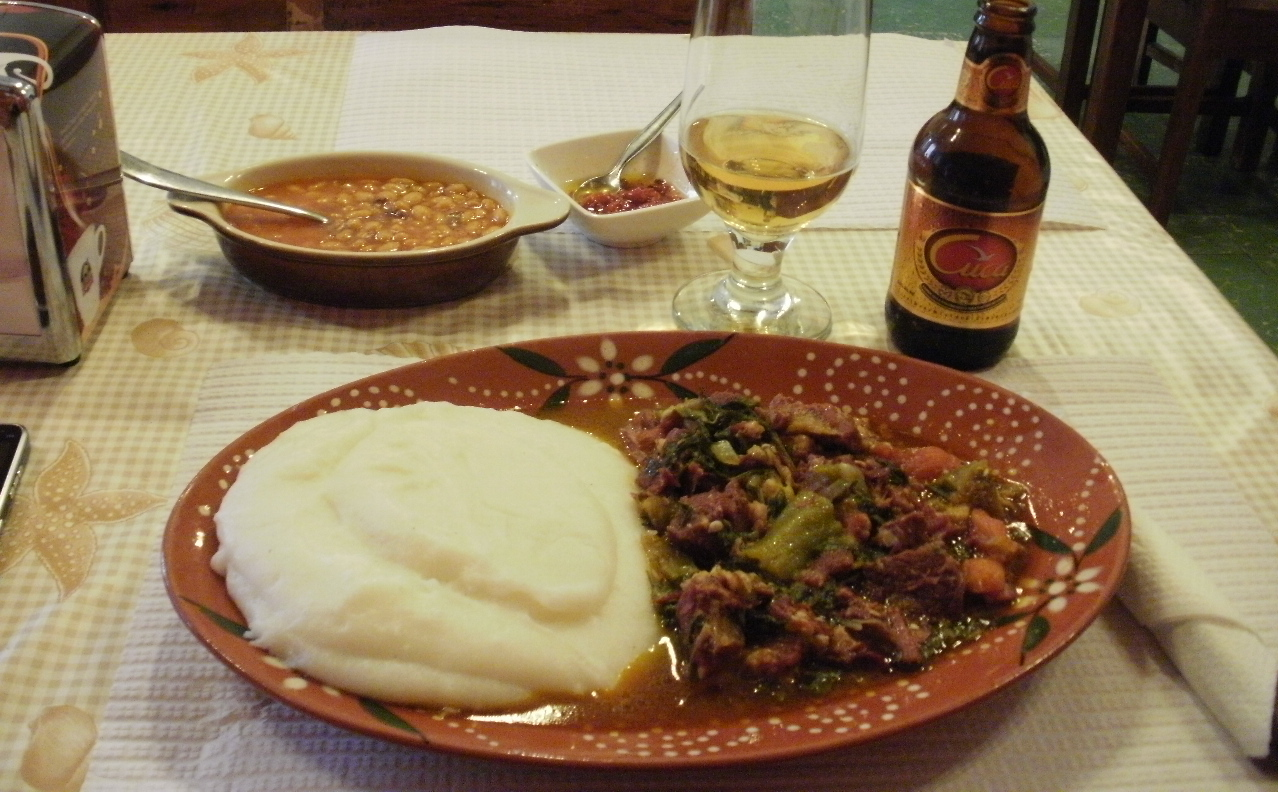
마른고기 칼룰루와 푼즈

## 같이 보기
- 카루루
- 칼랄루